# Ameritech Cup 1987
L'Ameritech Cup 1987 è stato un torneo femminile di tennis giocato sul sintetico indoor. È stata la 16ª edizione del torneo, che fa parte del Virginia Slims World Championship Series 1987. Si è giocato a Chicago negli USA, dal 9 al 15 novembre 1987.

## Campionesse

### Singolare
Martina Navrátilová ha battuto in finale  Nataša Zvereva con il punteggio di 6–1, 6–2

### Doppio
Claudia Kohde Kilsch /  Helena Suková hanno battuto in finale  Zina Garrison /  Lori McNeil con il punteggio di 6–4, 6–3